# Beothuk

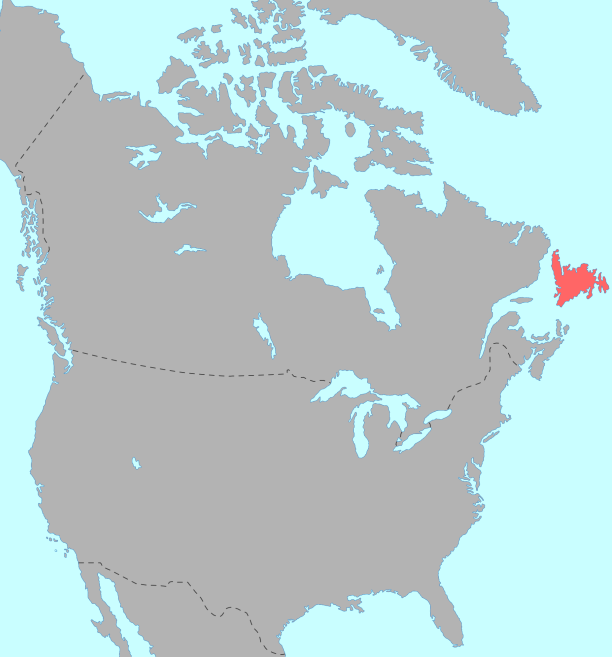
Situació dels beothuk

Els beothuk ([biːˈɒtɨk] o [biːˈɒθɨk]) (que també s'escriu algunes vegades beothic, beothick o beothuck) són una tribu índia la llengua del qual no ha estat classificada. Alguns la consideren aïllada i altres l'emparenten amb les algonquines. El 1829, quan va morir Shanawdithit, una dona que era la darrera persona de la tribu coneguda, aquesta nació fou declarada oficialment extinta com a grup ètnic diferenciat. En la seva llengua beothuk vol dir "el poble"

## Localització i demografia
Els beothuk vivien al Nord de Terranova. El 1497 es creu que eren entre 1.000 i 5.000, però baixaren a 400 el 1768, i el darrer membre de la tribu va morir el 1829.

## Costums
Eren molt coneguts pel seu llenguatge distintiu i pel costum de pintar-se els vestits, la pell i gairebé tot de vermell, per motius religiosos i per tal de protegir-se dels insectes.
Vivien en cabanes llargues cobertes d'escorça i pells, i feien canoes perfectes on els arponers podien disparar perfectament des de qualsevol punt d'ella.
Eren caçadors i recol·lectors, es dividien en petites bandes de poques famílies, cadascuna d'elles amb un capitost. Eren hàbils canoistes, caçaven foques amb arpons primitius, pescaven salmons i mariscs i també caçaven cérvols amb arcs i fletxes. També feien atuells de cuina de bona qualitat.

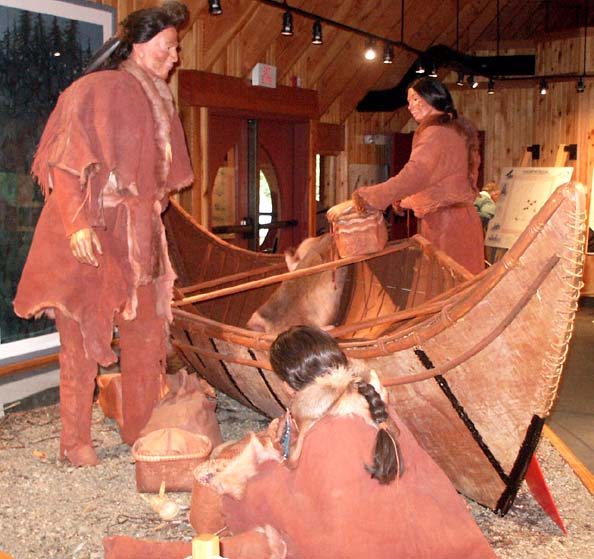
Els beothuk de Terranova són extints, només se'ls recorda al museu

## Història
Sembla que formaren part del grup de tribus algonquines que van desplaçar la cultura Dorset de Terranova l'any 1000, i hom creu que podrien ser els skraelingar de les sagues vikingues. Ja el 1497 van contactar amb Giovanni Caboto, qui calculà que eren uns 500, puix que mai no foren gaire nombrosos, i els anomenà "indis vermells" per l'ocre amb què es cobrien.
El 1600 entraren en guerra amb els micmac, ja que els francesos, rivals seus, els havien ofert recompensa per cada cabellera de beothuk capturada. Tanmateix, les malalties introduïdes pels europeus (sobretot la tuberculosi) foren les que van provocar més estralls entre ells.
El 1810 els anglesos els protegiren per llei, però no van poder evitar la seva extinció. El 1819, Demasduwit, batejada Mary March, fou segrestada amb l'esperança que els servís de traductora i intermediària entre els colons anglesos i els beothuk, però poc després va morir de tuberculosi.
Una expedició del 1827 ja no en trobà cap rastre, encara que és previsible que alguns supervivents poguessin fugir en canoa al Labrador i unir-se als montagnais innu, però el darrer beothuk conegut, Nancy Shanawdithit, neboda de Demasduwit capturada pels colons el 1823, va morir de tuberculosi el 1829. Va viure sis anys a casa de William Cormack, on va descriure la vida i costums del seu poble.
Algunes històries orals afirmaven que alguns d'ells havien sobreviscut al voltant de la regió del riu Exploits i Twillingate. Una història familiar recorda que una dona pura sang beothuk, anomenada Elizabeth, va tenir una filla, Susannah Moody, a Lewisporte, vora els marges del riu Exploits, el 14 de gener del 1832. Susannah va morir el 1911, es casà amb Samuel Anstey i va tenir molts fills, els descendents dels quals encara hi viuen.
El 1910, una anciana de 75 anys anomenada Santu, filla d'un micmac i una beothuk, va cantar una cançó en beothuk a l'antropòleg Frank Speck quan anava de Nova Escòcia a Nova Anglaterra. La cançó fou radiada per la CBC el 13 de setembre del 2000.